# دستور الملوك
دستور الملوك (بالفارسية: دستور الملوک) هو أحد الكُتيبات الإدارية الذي يعودُ لأوائل القرن الـ 18 في عهدِ السلالة الصفوية في إيران ويُعدّ اليوم أداة بحثية هامة للباحثين في الدراسات الإيرانية. تمَّ إعادة جمع وتحريرِ هذا الكُتيب أو هذه المخطوطة الفارسية عام 1960 من قِبل الباحث الإيراني محمد تقي دانيش باجوه.
ظهرت ترجمة روسية للكتابِ للدكتور فيل دانوفا في طشقند، أوزبكستان في التسعينيات ثم تُرجمَ بحلول عام 2002 إلى اللغة الإنجليزية (ISBN   983-9379-26-7) حيثُ تحتوي هذه أيضًا على نسخة طبق الأصل من ما كان يعتقد آنذاك بين العلماء أنها المخطوطة الكاملة وتم نشرها وترجمتها إلى اللغة الإنجليزية لأول مرة بواسطة الباحث الألماني كريستوف مارسينكوفسكي استنادًا إلى أطروحته.
مُنحَ كريستوف مارسينكوفسكي الجائزة الأولى لأفضل بحثٍ عن الثقافة الإيرانية لعام 2000 (الفئة الدولية) من قِبل الرئيس الإيراني آنذاك محمد خاتمي وبدعمٍ من وزارة الثقافة الإيرانية. ستّ سنوات بعد ذلك حتَّى ظهرت الترجمة الفارسية لدراسة مارسينكوفسكي والتي ترجمها هذه المرّة علي كردابادي ومنصور سيفاتجول في ف في العاصِمة طهران وبدعمٍ من وزارة الخارجية الإيرانية.
غاصَ الباحث الإيراني أراج أفشار في وقتٍ لاحقٍ في الكُتيّب الإداري وتمكَّن من تحريرِ ما تبقى من المخطوطة؛ كما تمت ترجمة هذا الجزء أيضًا إلى اللغة الإنجليزية ومناقشته بواسطة الدكتور مارسينكوفسكي في مجلة الجمعية الشرقية الألمانية وهي مجلة تابعةللجمعية الشرقية.